# فعل لا إرادي
الفعل اللاإرادي هو الفعل الذي يحدث بدون اختيار واعٍ من الكائن الحي. وإذا حدث بشكل خاص كاستجابة لمحفز، فسوف يكون معروفًا باسم الفعل المنعكس.
والأفعال اللاإرادية هي ضد الأفعال الإرادية التي تحدث بالاختيار. وقد تحدث الأفعال اللاإرادية بوعي أو بدون وعي من الكائن الحي الذي يقوم بها.
وأشهر الأفعال اللاإرادية التي تظهر بواسطة الإنسان ومعظم الثدييات الأخرى أيضًا هي نبض القلب والفواق والهضم والسعال والعطس. كما يمكن اعتبار التنفس فعلاً لاإراديًا وإراديًا في نفس الوقت، حيث يمكن حبس الأنفاس عبر انقطاع التنفس.
وتنقسم إلى: 
أفعال لا إرادية فطرية :و هي الأفعال اللذي نقوم بها من دون تفكير و تتواجد عند كل الأشخاص 
مثال:جدب اليد عند لمس مكواة ساخنة ،سيلان الدموع عند تقطيع البصل...
أفعال لا إرادية مكتسبة: وهي أفعال تكتسب بمرور الوقت و هي قابلة للنسيان .
مثال:قيادة دراجة ، ممارسة الرياضة...الخ